# Grażyna Wieczorkowska-Wierzbińska
Grażyna Wieczorkowska-Wierzbińska, wcześniej Grażyna Wieczorkowska i Grażyna Wieczorkowska-Nejtardt (ur. 14 listopada 1955) − polska psycholog, profesor nauk humanistycznych, wieloletni pracownik naukowy Wydziału Psychologii Uniwersytetu Warszawskiego, obecnie Kierownik Katedry Psychologii i Socjologii Zarządzania na Wydziale Zarządzania UW. Zajmuje się statystyką, porównaniami międzykulturowymi, poznawczymi i temperamentalnymi podstawami motywacji oraz różnicami indywidualnymi w adaptacji do zmian.

## Kariera naukowa
Studia wyższe ukończyła w 1979 roku na Wydziale Matematyki, Informatyki i Mechaniki Uniwersytetu Warszawskiego i z tą uczelnią związała swoją przyszłą karierę. W roku 1985 uzyskała stopień doktora nauk humanistycznych w zakresie psychologii. Promotorem pracy doktorskiej był Janusz Grzelak. W 1992 roku uzyskała stopień doktora habilitowanego nauk humanistycznych w zakresie psychologii za rozprawę pt. Punktowe i przedziałowe reprezentacje celu. Uwarunkowania i konsekwencje. W 2000 roku uzyskała tytuł naukowy profesora nauk humanistycznych.
W latach 1996–2000 była dyrektorem Instytutu Studiów Społecznych UW, a w latach 1997–2005 dyrektorem Centrum Otwartej i Multimedialnej Edukacji UW.
Od 2015 roku jest kierownikiem studiów doktoranckich na Wydziale Zarządzania UW. 

## Wybrane publikacje
- 2013, Statystyka. Od teorii do praktyki, Wyd. Naukowe Scholar - G.Wieczorkowska, J. Wierzbiński, ISBN: 978-83-7383-558-0
- 2011, Psychologiczne ograniczenia, Wyd. Naukowe Wydziału Zarządzania UW – G. Wieczorkowska
- 2010, When Our Action Style Doesn’t Fit the Sttuation: The Behavioral and Affective Consequences of Using Point or Interval Strategies in Adapting to Environmental Constraints. W: Społeczeństwo w czasach zmiany, str. 145–158, Scholar – G. Wieczorkowska, J. Wierzbiński, E. Burnstein
- 2009, Wybrane problemy metodologiczne analitycznych badań sondażowych. W: Wartości-polityka-społeczeństwo, str. 445–467, Scholar – G. Wieczorkowska, J. Wierzbiński, M. Siarkiewicz
- 2007, Statystyka. Analiza badań społecznych. Scholar – G. Wieczorkowska, J. Wierzbiński
- 2007, Specyfika edukacji internetowej. Model dydaktyczny: COME. W: Kultura i język mediów, str. 153–177, Wydawnictwo Impuls – G. Wieczorkowska, I. Bednarczyk
- 2007, On psychology of e-learning. W: Eunis 2007, The 13th International Conference of European University Information Systems, str. 53–60 – G. Wieczorkowska, J. Madey
- 2007, Kierowanie motywacją: rola zachowania. Wydawnictwo ISS – G. Wieczorkowska
- 2007, Kierowanie motywacją: rola myśli i emocji. Wydawnictwo ISS – G. Wieczorkowska
- 2006, What Poles believe now and what they think they believed ten years ago: opinion change in post-communist Poland (1992–2002). W: Understanding Social Change: Political Psychology in Poland, str. 157–173, Nova Publisher – G. Wieczorkowska, E. Burnstein, M. Skład
- 2006, The impact of mindless eating on weight – what we can learn from a representative national sample of adult Poles. POLISH JOURNAL OF FOOD AND NUTRITION SCIENCES. t.15/56, str. 157–161 – G. Wieczorkowska, A. Eliasz
- 2006, Nowowiejska skala nasilenia objawów alkoholowego zespołu abstynencyjnego (skala NOWA) – G. Wieczorkowska, S. Fudale, I. Grobel, D. Wasilewski, M. Wojnar, I. Żmigrodzka
- 2005, Badania sondażowe i eksperymentalne. Wybrane zagadnienia. Wyd. Naukowe Wydziału Zarządzania – G. Wieczorkowska, J. Wierzbiński[5].